# NGC 6005
NGC 6005 је расејано звездано јато у сазвежђу Угломер које се налази на NGC листи објеката дубоког неба.
Деклинација објекта је - 57° 26' 37" а ректасцензија 15h 55m 47,4s. Привидна величина (магнитуда) објекта NGC 6005 износи 10,7. NGC 6005 је још познат и под ознакама OCL 945, ESO 178-SC3.